# Месть Звёздного Луча (Коты-Воители)
«Месть Звёздного Луча» – специальное издание о котах-воителях. Она не входит ни в какую серию, но хронологически является приквелом книги «Тайна Щербатой». Книга была издана в июле 2013 года. В России первая часть вышла в 2016 году, а вторая — в 2017.

## Издание в России
В России книги вышли в 2016–2017 году. Традиционно все отдельные книги выходят в России разделёнными на две части. Первая часть называется «Разлом», а вторая — «Воссоединение».

## Аннотация

#### Английское издание
Лучик растёт преданным воителем племени Ветра, который жаждет сражаться за себя и своих соплеменников. Но до того, как Лучик мог бы стать прекрасным воителем, ужасная трагедия случается с его отцом, оставляя котёнка без мудрого родителя, и Лучик жаждет мести. Даже когда он получает своё воинское имя, Лучехвост не может взглянуть в прошлое без злобы в своём сердце. Хотя это идёт вразрез со всем, чему его учили, Лучехвост ставит верность племени Ветра на второй план и уходит далеко от дома в поисках справедливости. Но новая жизнь Лучехвоста вне племени и воинского закона полна опасностей… И он должен решать, скольким он готов пожертвовать ради мести

#### Русское издание. Разлом.
Лучик появился на свет в пору процветания племени Ветра. На пустошах не переводилась дичь, с соседями царил мир, тоннельщики и загонщики, не щадя сил, заботились о своих соплеменниках. И никто не ожидал возникновения между ними Разлома, которому суждено было пройти через сердце будущего Звёздного Луча.
Своим решением выбрать участь загонщика, юный Лучелап разрушает не только надежды своего отца Песчаника, но и пробуждает к жизни давний конфликт соплеменников. Между отцом и сыном вырастает пропасть, которую обоим не перейти. Гибель отца под обвалом перечеркивает прежнюю жизнь Лучелапа и отдаляет его от племени.
Как найти свой путь в жизни, когда земля уходит из-под лап, а звёзды не дают ответа? Может ли жажда мести стать судьбой? Это предстоит выяснить Лучелапу, стоящему на пороге выбора

#### Русское издание. Воссоединение.
Сердце Лучехвоста словно сковало льдом — он снова чувствует себя никому не нужным. Даже появление новых членов семьи не способно разбить оковы его отчуждения и одиночества. Мятущаяся душа Лучехвоста, как ему кажется, наконец находит источник его бед и тревог — это кот, кого он винит в смерти своего отца.
Молодой воин решает пойти против принятых правил Воинского закона и покинуть племя ради мести — без надежды вернуться назад.
Но судьба посылает ему не просто спутника, а надёжного, верного и бесстрашного друга, который помогает Лучехвосту не только понять себя, но и вернуться к тем, кто всегда был ему верен.

## Сюжет

#### Разлом
В племени Ветра растёт котёнок Лучик, сын двух тоннельщиков – Светлокрылой и Песчаника. Он любит играть с соседями по детской Корешком и Земленосиком, хотя последний постоянно задирает его и дразнит Червячком из-за того, что Лучику предстоит пойти по стопам родителей и копать тоннели.
Песчаник, отец Лучика, решает, что Лучику пора научиться копать. Однако во время копания котёнок падает в вырытую яму, и его присыпает землёй. Страх, пережитый Лучиком под землёй, внушает ему непреодолимое отвращение к работе тоннельщика. Когда старшие котята становятся оруженосцами, они поступают на обучение к загонщикам, охотникам пустоши. Тоннельщики возмущаются, что им не дали учеников, но Вересковая Звезда объясняет свой выбор желанием родителей этих учеников. Надежда тоннельщиков теперь обращена только к Лучику, а тот со страхом думает о своем предназначении.
Когда Лучику приходит время стать оруженосцем, Вересковая Звезда даёт ему в наставники загонщицу Светлячок. Лучелап рад, что не должен будет копаться под землёй, но его родители и остальные тоннельщики в ярости от решения предводительницы. Песчаник так подавлен, что даже не может порадоваться за сына.
Светлячок отвлекает Лучелапа от грустных мыслей и показывает ему территорию племени. Во время этого обхода Лучелап испытывает настоящее наслаждение, бегая по пустоши, и чуть не падает в ущелье. На следующий день Лучелап начинает свои тренировки, пытаясь доказать, что он ничуть не хуже Землелапа. Потом Лучелап помогает старшим оруженосцам пройти итоговое испытание и изображает кролика, которого остальным нужно поймать. Смекалка и скорость Лучелапа поражают наставников, а оруженосцы успешно проходят испытание. Позже в тренировочном бою Лучелап опять заслуживает похвалу старших, ловко побеждая Землелапа.
Во время рассветного патрулирования Лучелап натыкается на Песчаника и Туманницу, которые выбегают из тоннеля возле реки. Оказывается, они копали проход к реке и часть свода осыпалась, отделив их от других тоннельщиков. Светлячок разрешает Песчанику взять Лучелапа в тоннель, чтобы провести урок по копанию, хотя сам Лучелап не в восторге от этой идеи. Им удается ликвидировать обвал и докопать до самой реки. Но расчёты котов были неверны, и в проход начинает заливаться вода. Проходчики и Лучелап спасаются, и Лучелап в ужасе от случившегося, в то время как Песчаник ничуть не напуган и воспринимает происшествие как обычную рутину.
Лучелап идёт на первый в своей жизни Совет, где знакомится с другими племенами, а по возвращении с Совета обнаруживает, что в племя Ветра пришли их ежегодные гости – группа дружелюбных бродяг. Многие в племени рады старым друзьям, коты делятся новостями и болтают. Лучелап знакомится с юной кошкой Риной и скоро идёт с ней и своей наставницей охотиться. Они встречают Пушистохвостого, который рассказывает Светлячок о недавнем происшествии в туннелях. Та, услышав об обвале, тут же докладывает об этом Вересковой Звезде, и предводительница запрещает копать проход к реке. Тоннельщики возмущены её решением, а Песчаник считает, что это Лучелап из своей трусости всё разболтал, чтобы и другие не могли спускаться под землю.
Во время патрулирования Лучелап замечает на своей территории четырех Грозовых котов и принимает их за нарушителей. Он призывает других патрульных к атаке, но выясняется, что эти «нарушители» всего лишь идут к Лунному Камню. Светлячок приходится извиниться за ученика, и тот уходит проверить границу с племенем Теней. Там Лучелап чует слишком сильный запах соседей, но решает промолчать, боясь опять опозориться. В результате, оказывается, что патруль племени Теней вторгся на территорию Ветра и вломился в лагерь. Патруль Лучелапа спешит на помощь товарищам, и племя Ветра прогоняет нарушителей, но Орлянка погибает в этой битве, и Лучелап винит себя в её смерти.
Один из гостей-бродяг, Врабчик, интересуется тоннелями, и Песчаник решает показать ему их. Но свод не выдерживает и рушится. Врабчик успевает выбежать на поверхность, но Песчаник остаётся погребён под землей. Лучелап, ставший свидетелем происшествия, обвиняет Врабчика в смерти Песчаника, поскольку Врабчик бросил товарища в беде ради спасения собственной шкуры, но больше никто в племени, кажется, не разделяет негодования оруженосца.
Из-за ненависти к Врабчику Лучелап замыкается в себе, становится раздражительным и необщительным. Он решает стать тоннельщиком и сообщает о своём намерении Светлячок, но Вересковая Звезда объявляет, что отныне ремесло проходчиков будет запрещено, а тоннели – засыпаны. Это объясняется тем, что польза от них свелась к нулю, а опасны они меньше не стали. Это ещё больше злит Лучелапа, который теперь лишается смысла жизни.
Близится посвящение Лучелапа в воители. Перед этим он отправляется к Лунному Камню и по пути удивляется, как велик мир, что лежит за территорией племени. У самого Лунного Камня он видит не звёздных предков, а мокрых бродяг, чем очень разочарован. Потом он проходит итоговое испытание и прекрасно справляется со всеми заданиями, пока не наступает черёд боевого поединка. В бою с Землелапом последнему удается так разозлить Лучелапа, что тот накидывается на врага и дерёт его когтями, пока их не разнимают. С ужасом он понимает, что перешёл границы дозволенного

#### Воссоединение
Лучелап получает воинское имя Лучехвост, несмотря на инцидент с Землелапом, но церемония не радует его. Юный воитель чувствует себя чужим в племени, особенно после того, как узнаёт, что его мать беременна от старого друга отца, Пушистохвостого. Спустя пару лун Корявый рассказывает Лучехвосту о чёрно-белом клоке шерсти, ветром унесённом за территорию племени. Это подталкивает Лучехвоста к важному решению: он покидает племя, чтобы посмотреть мир, а также найти Врабчика и отомстить ему за смерть отца.
Путь Лучехвоста проходит по окраине племени Теней, мимо Гнили и через территорию Двуногих. В посёлке Двуногих он спасает от собаки домашнего кота Джейка, который затем сам спасает Лучехвоста, отравившегося крысой, и приводит к нему своего Двуногого. Двуногий отвозит больного к ветеринару и на время оставляет у себя. Пока Лучехвост поправляется, он знакомится с Джейком ближе и рассказывает о цели своего путешествия. Джейк очень любознателен, и они заключают договор: Лучехвост берёт Джейка с собой, а тот провожает его до границ территории Двуногих. Джейк приводит Лучехвоста к старой кошке Сойке, которая подтверждает, что бродяги, среди которых есть Врабчик, проходили здесь.
У границы поселения Двуногих Лучехвост понимает, что не хочет расставаться с Джейком, и вместе они продолжают путь и в итоге находят бродяг. Лучехвост заманивает Врабчика на край оврага, по дну которого бежит Гремящая Тропа. Сначала он хочет столкнуть врага под лапы чудищ, но между ними завязывается разговор, и Лучехвост узнаёт, что Песчаник пожертвовал жизнью ради спасения Врабчика. Воин отказывается от убийства.
Внезапно земля под лапами у Врабчика осыпается, и он падает на Гремящую Тропу. Лучехвост спускается к нему и выводит через туннель. После этого Лучехвосту больше незачем оставаться с бродягами, и они с Джейком уходят. Они возвращаются на территорию племён, где Лучехвост решает вернуться в племя, а Джейк — к хозяину.
По возвращении в племя Лучехвост спасает своих младших брата и сестру от коршуна. Он вновь завоёвывает доверие и уважение соплеменников, заботится о хромом Прыгушке и даже отправляется вместе с Корявым в Речное племя за лекарством для Прыгушка. Позже именно Лучехвост убеждает произвести хромого котёнка в оруженосцы и сам становится его наставником. Со временем он занимает пост глашатая и после смерти Вересковой Звезды получает дар девяти жизней и предводительское имя — Звёздный Луч

## Критика
«„Месть Звёздного Луча” — часть специзданий о котах-воителях, и в этом нет ничего загадочного: роман Эрин Хантер состоит из 544 страниц, и это чудо предлагает читателям наиболее чёткое представление о племени Ветра и личности его лидера» — Barnes and Noble.

## История публикации
- Tallstar's Revenge (EN), HarperCollins (твердый переплет), 2 июля 2013 г.[1]

- Tallstar's Revenge (EN), HarperCollins (электронная книга), 2 июля 2013 г.[1]

- 高 星 的 复仇 (CN), 未来出子社 (мягкая обложка), 1 января 2015 г.[3]

- 高 星 的 復仇 (ZH), Morningstar (мягкая обложка), 15 марта 2015 г.[4]

- Riesensterns Rache (DE), Beltz (твердый переплет), 10 октября 2016 г., перевод Фридерике Левин[5]

- Pitkätähden kosto (FI), Art House (твердый переплет), 15 ноября 2017 г., перевод Нана Сиронен[6]